# Joseph Geiger
Joseph Geiger (* 20. März 1810 in Fischamend; † 30. Dezember 1861 in Wien) war ein österreichischer Pianist, Klavierlehrer und Komponist.

## Leben
Über das Leben des im niederösterreichischen Fischamend geborenen Geiger ist wenig bekannt.
Er wurde in Wien ausgebildet und war später Klavierlehrer in Hochadelskreisen. Ab 1840 unterrichtete er die Familie von Erzherzog Franz Joseph (dem späteren Kaiser). Aufgrund dieser Position war ein in Wien gefragter Musikpädagoge und Komponist.
Joseph Geiger war der Vater des Klavierwunderkindes und späteren Pianistin und Komponistin Constanze Geiger (1835–1890).

## Werke
Joseph Geiger komponierte zahlreiche Klavier- und Kirchenkompositionen (u. a. eine Messe solennelle und ein Graduale). Zahlreiche Werke erschienen in den Verlagen von Diabelli sowie Haslinger.
Eine 1840 aufgeführte Oper Wlasta blieb ähnlich erfolglos (nur 8 Vorstellungen an der Hofoper) wie eine 1845 gespielte Symphonische Dichtung Kaiser Max auf der Martinswand. Charakteristisches Tongemälde im Sinfoniestyl, das Eduard Hanslick einmal als „Monstrum“ bezeichnete. In einem Kommentar der Neuen Zeitschrift für Musik heißt es außerdem zu diesem Werk: "So eben hat ein erfreuliches Ereigniß stattgefunden. Eine Geiger’sche Symphonie ist nämlich ausgezischt worden, und das in Gegenwart des allerhöchsten Kaiserhofes. [...] Man glaubt gar nicht, was für Machinationen angewendet werden, um uns den Namen "Geiger" in steter Erinnerung zu halten."